# André Lüderitz
André Lüderitz (* 14. September 1958 in Wernigerode) ist ein deutscher Politiker (Die Linke). Er war von 2006 bis 2016 Mitglied des Landtags von Sachsen-Anhalt.

## Leben
Nach dem Besuch der Polytechnischen Oberschule erfolgte eine Berufsausbildung zum Agrotechniker. Nach Abitur und dem Abschluss des Studiums zum Ingenieurökonom arbeitete Lüderitz beim Rat des Kreises. Ab 1977 absolvierte er seinen Wehrdienst freiwillig beim Wachregiment Feliks Dzierzynski des Ministeriums für Staatssicherheit (MfS). Er verpflichtete sich als Berufssoldat beim MfS-Wachregiment und absolvierte ein Studium an der Offiziershochschule Löbau, bis er 1984 als Oberleutnant auf eigenen Wunsch und aufgrund persönlicher Probleme entlassen wurde. Nach der politischen Wende erhielt er von 1991 bis 1992 eine Umschulung zum Organisationsinformatiker.
Zwischen 1992 und 1998 war Lüderitz bei einem Innenausbau-Unternehmen beschäftigt. Von 2002 bis 2006 war Lüderitz Wahlkreismitarbeiter des Landtagsabgeordneten Ulrich Kasten.
André Lüderitz ist verheiratet und hat drei Kinder.

## Partei
Seit 1976 Mitglied der SED, blieb Lüderitz auch Mitglied der SED-PDS, der PDS und seit 2007 der Partei Die Linke. Von 2003 bis 2007 war er Mitglied des PDS-Landesvorstandes Sachsen-Anhalt. Seit 2006 ist er Kreisvorsitzender der Partei Die Linke im Landkreis Harz.

## Abgeordneter
Seit 1990 ist André Lüderitz Stadtrat und Fraktionsvorsitzender in Ilsenburg. 2004 bis 2007 war er Mitglied des Kreistages im Landkreis Wernigerode. 2006 wurde er auf der Landesliste der Linkspartei. PDS in den Landtag von Sachsen-Anhalt gewählt und war bis 2016 umweltpolitischer Sprecher der Fraktion. Seit 2007 ist er Mitglied des Kreistages im Landkreis Harz und dort Vorsitzender des Bau-, Umwelt- und Vergabeausschusses.